# 樋口日奈
樋口日奈（日语：／ Higuchi Hina */?，1998年1月31日—）是日本女藝人，為女子偶像團體乃木坂46前成員，東京都出身，出生於長野縣。同時是時尚雜誌《JJ》專屬模特兒。2011年8月以乃木坂46一期生身分出道。2022年10月31日自乃木坂46畢業，以演員為活動重心。

## 經歷
1998年1月31日，樋口出生於長野縣，為家中三姐妹中最小的孩子。
小學1年生時，以成為歌手為目標並開始學習舞蹈。小學五年級升六年級時，開始學習歌舞伎。進入中學就讀後，隸屬於吹奏樂部，負責小號。中學二年級時，在舞蹈老師的勸說下，希望帶給他人能量與夢想，報名參加乃木坂46一期生徵選。在加入乃木坂46之前，曾經隸屬於Japan Entertainment Academy（JEA）。
2011年8月21日，通過最終審查正式成為乃木坂46創團成員，徵選時唱的曲目是中島美嘉的《ORION》。11月14日，開通了個人的乃木坂46官方博客。
2012年2月22日，以乃木坂46的出道單曲《窗簾圍繞》的收錄曲《左胸的勇氣》和《乃木坂之詩》而正式出道。
2013年3月，從中學畢業。4月，進入高中就讀。
2014年4月2日，在乃木坂46第8張單曲《察覺時已是單戀》中首次成為選拔成員。在這之前維持了學業和演藝活動，但成為選拔成員後，經常無法到學校上課，變得沒有時間兼顧兩者。
2016年3月，從高中畢業。原本打算準備參加大學入學考試，但看到同時期出道的其他成員如此的活躍，內心感到遲疑，但是想和其他人一樣，所以改變自己的想法，最後放棄升讀大學，專注於演藝活動。7月27日，在乃木坂46第15張單曲《赤腳Summer》的Under曲《秘密塗鴉》中首次擔任Center。
2017年1月30日播出的《乃木坂工事中》，樋口以乃木坂46第17張單曲《大影響家》時隔約三年回歸選拔。
2018年1月5日，與川後陽菜、佐藤楓、山崎怜奈、星野南、相樂伊織一同出席在乃木神社舉行的成人式。3月4日播出的《乃木坂工事中》，樋口以乃木坂46第20張單曲《同步巧合》時隔3作回歸選拔。4月18日，獲起用為時尚雜誌《JJ》的專屬模特兒，並於5月23日發行的7月號中亮相。
2020年2月3日播出的《乃木坂工事中》，樋口以乃木坂46第25張單曲《幸福的保護色》時隔5作回歸選拔並首次獲選為福神。10月16日，開設個人Instagram帳號。
2022年4月12日，發行首本個人寫真集《像戀人一樣》（恋人のように），於沖繩久米島、京都、東京拍攝，以4.3萬銷量取得Oricon公信榜書籍週榜寫真集部門第一位和綜合部門第二位，同年的書籍年榜寫真集部門則以6.1萬的銷量取得第7位。7月18日，在乃木坂46官方網站內的個人部落格中宣布將於乃木坂46第30張單曲的宣傳活動結束後，自乃木坂46畢業。10月31日，於東京國際論壇舉行畢業典禮，正式從乃木坂46畢業，在籍時間十一年又兩個月。11月6日，開設官方Twitter帳號。11月30日，樋口位於乃木坂46官方網站內的個人部落格正式關閉。
2023年1月31日，在25歲生日當天，開設個人官方網站。4月17日，開設官方粉絲俱樂部。
2024年5月29日，宣布出演將於7月4日開始播出的電視劇《初戀不倫～把這份戀愛稱爲初戀可以嗎～》，同時也是樋口首次擔任電視劇主演。

## 音樂作品
- 標註「★」符號表示該首歌曲有拍攝MV。

### 單曲
乃木坂46
|       | 發行日期        | 單曲名稱              | 參與歌曲名稱              | MV | 備註     |
| ----- | --------------- | --------------------- | ------------------------- | -- | -------- |
| 01st  | 2012年02月22日  | 窗簾圍繞              | 左胸的勇氣                | ★  | 出道作品 |
| 01st  | 2012年02月22日  | 窗簾圍繞              | 乃木坂之詩                | ★  |          |
| 02nd  | 2012年05月02日  | 來吧Shampoo！         | 對狼吹口哨                | ★  |          |
| 03rd  | 2012年08月22日  | 奔馳吧！Bicycle       | 眼淚仍然悲傷的時候        | ★  |          |
| 03rd  | 2012年08月22日  | 奔馳吧！Bicycle       | 海流的島啊                |    |          |
| 04th  | 2012年12月19日  | 制服模特兒            | 春天的旋律                | ★  |          |
| 05th  | 2013年03月13日  | 你就是希望            | 13日的星期五              | ★  |          |
| 06th  | 2013年07月3日   | Girls' Rule           | 風扇                      | ★  |          |
| 06th  | 2013年07月3日   | Girls' Rule           | 人們的樂器                |    |          |
| 07th  | 2013年11月27日  | 髮夾                  | 初戀的人在現在            | ★  |          |
| 07th  | 2013年11月27日  | 髮夾                  | 如此的笨蛋・・・          | ★  |          |
| 08th  | 2014年04月2日   | 察覺時已是單戀        | 察覺時已是單戀            | ★  | 選拔     |
| 08th  | 2014年04月2日   | 察覺時已是單戀        | 浪漫的開始                | ★  |          |
| 08th  | 2014年04月2日   | 察覺時已是單戀        | 呼吸的方法                |    |          |
| 09th  | 2014年07月9日   | 夏天的Free&Easy       | 在這裡的理由              | ★  |          |
| 010th | 2014年10月8日   | 第幾次的藍天？        | 那一天 我隨口說了一個謊言 | ★  |          |
| 010th | 2014年10月8日   | 第幾次的藍天？        | 我起來                    | ★  |          |
| 011th | 2015年03月18日  | 生命如此美好          | 也許你沒有遇上我會更好吧  | ★  |          |
| 012th | 2015年07月22日  | 太陽敲敲門            | 離別時，更喜歡你          | ★  |          |
| 013th | 2015年10月28日  | 此刻，想說話的對象    | 嫉妒的權利                | ★  |          |
| 014th | 2016年03月23日  | 當春紫苑盛開時        | 不等號                    | ★  |          |
| 015th | 2016年07月27日  | 赤腳Summer            | 秘密塗鴉                  | ★  | Center   |
| 016th | 2016年011月9日  | 再見的意義            | 鞦韆                      | ★  |          |
| 017th | 2017年03月22日  | 大影响家              | 大影响家                  | ★  | 選拔     |
| 018th | 2017年08月9日   | 蜃景                  | Under                     | ★  |          |
| 019th | 2017年10月11日  | 及時行事              | My rule                   | ★  | Center   |
| 020th | 2018年04月25日  | 同步巧合              | 同步巧合                  | ★  | 選拔     |
| 020th | 2018年04月25日  | 同步巧合              | Against                   | ★  |          |
| 021st | 2018年08月8日   | 以自我為中心！        | 三角空地                  | ★  |          |
| 022nd | 2018年011月14日 | 想繞遠路回家          | 日常                      | ★  |          |
| 022nd | 2018年011月14日 | 想繞遠路回家          | 不成眠的商隊              | ★  |          |
| 023rd | 2019年05月29日  | Sing Out!             | 飛機跑道                  | ★  |          |
| 024th | 2019年09月4日   | 黎明來臨前無須逞強    | 〜Do my best〜沒有意義    | ★  |          |
| 025th | 2020年03月25日  | 幸福的保護色          | 幸福的保護色              | ★  | 十一福神 |
| 026th | 2021年01月27日  | 我會喜歡上自己的      | 不值一提的KISS            | ★  |          |
| 027th | 2021年06月9日   | 對不起Fingers crossed | 對不起Fingers crossed     | ★  | 選拔     |
| 027th | 2021年06月9日   | 對不起Fingers crossed | 一切都是一場夢            | ★  |          |
| 028th | 2021年09月22日  | 被你罵了              | 被你罵了                  | ★  | 選拔     |
| 028th | 2021年09月22日  | 被你罵了              | 熟悉的陌生人              |    |          |
| 29th  | 2022年03月23日  | Actually…             | Actually…                 | ★  | 選拔     |
| 29th  | 2022年03月23日  | Actually…             | 過度解讀                  |    |          |
| 29th  | 2022年03月23日  | Actually…             | 喜歡上了                  |    |          |
| 30th  | 2022年08月31日  | 喜歡是件搖滾的事！    | 喜歡是件搖滾的事！        | ★  | 選拔     |

其他
| 發行日期                                    | 單曲名稱       | 參與歌曲名稱 | MV | 備註         |
| ------------------------------------------- | -------------- | ------------ | -- | ------------ |
| 2020年6月17日（日本） 2020年6月24日（海外） | 世界中的鄰居啊 | —            | ★  | 下載限定歌曲 |

### 專輯
乃木坂46
|           | 發行日期       | 專輯名稱                       | 參與歌曲名稱       | 備註   |
| --------- | -------------- | ------------------------------ | ------------------ | ------ |
| 01st      | 2015年1月7日   | 透明色                         | 自由的彼方         |        |
| 02nd      | 2016年05月25日 | 屬於我們的位子                 | 欲望重生           |        |
| 03rd      | 2017年05月24日 | 最初的夢想                     | 跳傘               |        |
| 03rd      | 2017年05月24日 | 最初的夢想                     | 指定溫度           |        |
| Under專輯 | 2018年01月10日 | 我專屬的你～Under Super Best～ | 自戀海灘           |        |
| Under專輯 | 2018年01月10日 | 我專屬的你～Under Super Best～ | 那個女人           |        |
| Under專輯 | 2018年01月10日 | 我專屬的你～Under Super Best～ | 比誰都想陪在你身邊 | Center |
| 精選輯    | 2021年12月15日 | Time flies                     | 最後的Tight Hug    | 主打曲 |
| 精選輯    | 2021年12月15日 | Time flies                     | Hard to say        |        |

## 演出

### 電視劇
- 欺詐偶像（2012年1月14日－4月7日，東京電視台）：飾演 樋口日奈[53]
- 初森BEMARS（2015年7月11日－9月26日，東京電視台）：飾演 潮時（シオドキ）[54]
- 燒肉職業摔角（2019年7月4日－9月19日，大阪電視台）：飾演 寶條七瀨[55]
- 教場2（2021年1月3日、1月4日，富士電視台）：飾演 坂根千亞季[56]
- 今野敏懸疑劇 警視廳強行犯係 樋口顯（2022年4月4日，東京電視台）：飾演 神谷あかり[57]
- 哪裡奇怪（2022年6月1日－7月5日，東京電視台）：飾演 小野寺[58]
  - 哪裡奇怪2 第9、12集（2023年5月31日、6月12日，東京電視台）：飾演 小野寺[59]
- 世界奇妙物語 2022年 夏之特別篇「送來的東西」（2022年6月18日，富士電視台）：飾演 快遞小妹[60]
- 西瓜皮先生（2023年1月7日－3月25日，BS松竹東急）：飾演 清水彩花[61]
- 你也差不多該死心了！（2023年3月8日－4月26日，MBS・TBS）：飾演 八幡典子[62][63]
- 月讀君的禁忌宵夜（2023年4月22日－6月17日，朝日電視台）：飾演 澤村有沙[64]
- 湯遊仙境（2023年7月16日－10月1日，BS東視）：飾演 沼崎[65]
- 我最糟糕的朋友 第2集（2023年8月21日，NHK綜合台）：飾演 咖啡店女顧客[66][67]
- Black Girls Talk 第1集、最終集（2024年2月5日、3月25日，東京電視台）：飾演 新井菜摘[68][69]
- 小早、我啊。（2024年6月11日－9月3日，TBS）：飾演 須川美鈴[70]
- 初戀不倫～把這份戀愛稱爲初戀可以嗎～（2024年7月4日－9月5日，BS東視）：飾演 財前穗波（主演）[71]
- 小鎮的千葉君。（2024年10月10日－12月26日，東京電視台）：飾演 坂下綠（坂下みどり）[72]
- 詛咒（2025年1月5日－3月30日，東京電視台）：飾演 西村繪理（主演）[73]
- 東京偽裝時光（2025年1月19日－3月23日，朝日電視台／1月20日－3月24日，朝日放送電視台）：飾演 目黒ちゃん[74]

### 電影
- 雪子 a.k.a（2025年1月25日，PAL企劃）：飾演 石井里穗[75][76]

### 網絡劇
- 失戀不可避（2023年9月30日－11月17日，YouTube）：飾演 國澤莉央（主演）[77][78]
- 課長 島耕作的推特（2024年10月7日－12月26日，YouTube）：飾演 大町久美子[79][80]
- Love in The Air -戀愛的預感-（2024年11月3日－12月21日，FOD（日语：フジテレビオンデマンド））：飾演 古田凛花[81]
- スズ Webショートドラマ『初風のきせき』（2025年3月21日－，YouTube）：飾演 咲奈（主演）[82][83]
- おとなになっても（2025年4月26日－，Hulu）：飾演 三宅楓[84][85]

### 廣播劇
- FM劇場「希望の推し」（2024年1月20日，NHK-FM）：飾演 Nozomi（ノゾミ）[86][87]

### 電視節目
- 超速GO音（2016年4月25日－11月13日，富士電視台）- 旁白[88]
- （2017年4月8日－2022年2月21日，BS富士）- 主持・旁白[89]
- 趣味之時！ （2017年12月6日－2018年1月31日，NHK教育頻道）[90]
- Love It！（2021年10月4日－12月27日，TBS電視台）- 星期一常規出演[91]
- 小峠英二的多麼美啊！（2021年10月12日－2022年10月20日，TOKYO MX）- 常規出演[92]
- 有點心機又如何？（2023年4月9日－6月11日，朝日電視台）-「あざと連ドラ」第7彈，飾演：千秋[93][94]
- 町中華で飲ろうぜ（2024年4月1日－，BS-TBS）- 常規出演[95]

### 舞台劇
- 學蘭歌劇「帝一之國」系列：飾演 白鳥美美子[96]
  - 學蘭歌劇「帝一之國」（2014年4月18日－5月6日，PARCO劇場）[96]
  - 學蘭歌劇「帝一之國」-決戰的水舞-（2015年7月12日－20日，東京AiiA劇場（日语：アイアシアタートーキョー）／7月25日、26日，梅田藝術劇場）[97]
  - 學蘭歌劇「帝一之國」-血戰最終章-（2016年3月17日－27日，東京AiiA劇場）[98]
- 女子落語貳〜跳躍時空蕎麥麵〜（2016年5月17日－18日、20日－22日，東京AiiA劇場）：飾演 空琉美遊亭丸京[99][100]
- 墓場，女高中生（2016年10月14日－22日，東京巨蛋城 THEATRE G-ROSSO（日语：シアターGロッソ））：飾演 Choro（チョロ）[101]
- 哆啦A夢：大雄與動物惑星之謎（2017年3月26日－4月2日，東京：日光劇場／4月7日－9日，福岡：運河城劇場／4月14日－16日，愛知：刈谷市綜合文化中心／7月21日－23日，宮城：多賀城市文化中心／4月28日－30日，大阪：森之宮Piloti Hall）：飾演 靜香[102]
- 戀愛吸血鬼（2018年3月9日－11日、28日－4月1日、東京：天王洲 銀河劇場／3月16日，廣島：ASTERPLAZA／3月23日－25日，大阪：森之宮Piloti Hall）：飾演 Kiira（キイラ）[103]
- 乃木坂46版音樂劇 美少女戰士（2018年6月8日－24日，天王洲 銀河劇場／9月21日－30日，赤坂ACT劇場）：飾演 水手金星／愛野美奈子（Team STAR）[104]
- +GOLD FISH（2019年5月10日－19日，紀伊國屋Hall）：飾演 Cynthia（シンシア）[105]
- SHOW BOY（2019年7月10日－28日，創新劇院） ：飾演 Angel（エンジェル）[106]
- 舞台劇「Loves Labors Lost～愛的徒勞～」（2019年10月1日－11月17日，創新劇院／其他兵庫、福岡、愛知公演）：飾演 瑪麗亞（マライア）[107]
- GIRLS REVUE（2019年1月10日－27日，東京：Alternative劇場／2月1日－2日，大阪：Sankei Hall Breeze）[108]
- （2020年，Takufesu春季喜劇節！，由於嚴重特殊傳染性肺炎疫情影響，全公演皆取消[109]）：飾演 [110]
- 扶桑花女孩 -dance for smile-（2021年4月3日－12日，Bunkamura 蠶繭劇院）：飾演 谷川紀美子（主演）[111]
- MUSICAL SHOW「日劇前で逢いましょう〜昭和みたいな恋をしよう〜」（2023年10月27日－29日，COOL JAPAN PARK OSAKA TT會館／11月2日－12日，日光劇場）：飾演 比奈子[112][113]
- コント公演「混頓 vol.2」（2023年12月15日－12月17日，新宿Mercury劇場）[114]
- ボイラーマン（2024年3月7日－20日，本多劇場）[115][116]
- 音樂朗讀劇「信」（2024年9月4日－8日，博品館劇場）[117]
- 2025年劇團☆新感線45周年興行・初夏公演 いのうえ歌舞伎【譚】Retrospective「紅鬼物語」（2025年5月13日－6月1日，Sky MBS劇場／6月24日－7月17日，H劇場）[118]

### 電視動畫
- 無責任銀河☆泰勒（2017年7月11日－9月26日，AT-X）：飾演 山本372号[119]

### 電台節目
- NISSAN 啊！安部禮司～BEYOND THE AVERAGE（2015年4月26日，TOKYO FM）：飾演 派遣OL[120]
- 沉默的星期五（日语：沈黙の金曜日）（2017年11月24日，FM富士（日语：エフエム富士））- 中田花奈的代理助理主持[121]
- 木村拓哉 Flow supported by GYAO!（2020年12月，TOKYO FM）- 12月份嘉賓[122]
- TOKYO SPEAKEASY（2021年4月19日，TOKYO FM）- 與渡邊理佐（前櫻坂46）對談[123]
- Imadoki Duff Duff90分 Part2（2021年10月6日－，毎日放送）- 常規出演[124]
- 樋口日奈のここだけ（2023年12月22日、2024年4月26日；10月3日－31日，文化放送）- 主持人[125][126][127]

### 配音
- 飢餓遊戲（2012年，角川電影）：飾演 街上的小女孩（日語配音）[128]
- 顛倒世界（2013年，角川電影）：飾演 10歳的Eden（日語配音）[129]

### 活動
- SDGs推進 TGC 靜岡 2024 by TOKYO GIRLS COLLECTION（2024年1月13日，Twin Messe靜岡）[130]
- Rakuten GirlsAward 2024 SPRING／SUMMER（2024年5月3日，國立代代木競技場第一體育館）[131]

## 書籍

### 寫真集
- 季刊 乃木坂 vol.1 早春（2014年3月5日，東京新聞通信社）[20]
- 像戀人一樣（恋人のように；2022年4月12日，光文社）[132][35]

### 雜誌連載
- JJ（2018年5月23日－，光文社）- 專屬模特兒[133]
- 樋口日奈の常々草（2024年10月2日－，TV LIFE）[134]

## 外部連結
- 樋口日奈官方網站（日語）
- 樋口日奈官方FC （页面存档备份，存于）（日語）
- 乃木坂46合同會社個人介紹頁 （页面存档备份，存于）（日語）
- 樋口日奈的Instagram帳戶（2020年10月16日－）（日語）
- 樋口日奈的X（前Twitter）（2022年11月6日－）（日語）

乃木坂46時期
- 乃木坂46個人介紹頁（日語）
- 樋口日奈 官方部落格 - 乃木坂46官方網站（2011年11月14日－2022年11月30日）（日語）
- 樋口日奈 官方755（日語）
- 乃木坂46樋口日奈1st写真集【公式】的Instagram帳戶（日語）
- 乃木坂46樋口日奈1st写真集【公式】的X（前Twitter）（日語）
- 樋口 日奈（乃木坂46）的SHOWROOM專頁（页面存档备份，存于）（日語）